# Maliovka
Maliovka (en rus: Малёвка) és un poble de l'óblast de Tula, a Rússia, segons el cens del 2010 tenia 343 habitants.